# Craig Horner
Craig Horner (Brisbane, 24 januari 1983) is een Australische acteur die voor het eerst op de Australische televisie te zien was in het programma Cybergirl. Hij is het best bekend door zijn rol als Richard Cypher in de televisieserie Legend of the Seeker.

## Biografie
Horner speelde ook Garry Miller in de serie Blue Water High en Ash Dove in de serie H2O: Just Add Water. Hij speelt de rol van Richard Cypher in de serie Legend of the Seeker, gebaseerd op de boekenserie "De Wetten van de Magie" (The Sword of Truth) van Terry Goodkind.
Horner ontdekte zijn passie voor het acteren nadat hij meedeed in "A Midsummer Night's Dream" en "The Maids" op school. Naast acteren speelt hij gitaar en schrijft hij muziek, onlangs heeft hij een myspacelink getweet met muziek van de band Super Cream, waar hij deel van uitmaakt. Verder speelt hij graag voetbal, volleybal, tennis en doet hij aan zwemmen, skiën, snowboarden en kajakken.
Craig ging naar het St Peters Lutheran College in Indooroopilly (Brisbane). Na zijn afstuderen richtte hij zich volledig op acteren.
Horner verscheen in verschillende tv-programma's sinds 2001: als Jackson in "Cybergirl"; als Jesse Spencer zijn broer in "Swimming Upstream"; als journalist in "Totally Wild" en als Caleb in "Monarch Cove".
In 2008 kwam Horner bij de cast van de Australische kinder-dramaserie "Blue Water High", waarin hij surfer Garry Miller speelde.

## Filmografie
| Jaar      | Film                 | Rol               | Bijzonderheden            |
| --------- | -------------------- | ----------------- | ------------------------- |
| 2002      | Blurred              | Pete the Bus Nerd |                           |
| 2003      | Swimming Upstream    | Ronald Fingleton  |                           |
| 2006      | See No Evil          | Richie Bernson    |                           |
| 2022      | A Perfect Pairing    | Calder            |                           |
| Jaar      | Televisie            | Rol               | Bijzonderheden            |
| 2001      | Cybergirl            | Jackson Campbell  | 2 afleveringen            |
| 2005      | headLand             | Neil Slattery     | 2 afleveringen            |
| 2006      | Two Twisted          |                   | "Grand Final"             |
| 2006      | Monarch Cove         | Caleb             | 8 afleveringen            |
| 2007–2008 | H2O: Just Add Water  | Ash Dove          | 12 afleveringen           |
| 2008      | Blue Water High      | Garry Miller      | 11 afleveringen           |
| 2008–2010 | Legend of the Seeker | Richard Cypher    | 44 afleveringen, hoofdrol |